# Internationaal Statuut van Geheimhouding
Het Internationale Statuut van Geheimhouding is een statuut in de Harry Potter-boekenreeks van de Britse schrijfster J.K. Rowling. Het statuut behelst de geheimhouding van de magische gemeenschap tegenover de dreuzels. Het is een van de belangrijkste pijlers in de Harry Potter-wereld in de Harry Potter-boeken.

## Algemeen
Het statuut werd aangenomen in 1692, waarschijnlijk tijdens het toenmalige Internationaal Overlegorgaan van Heksenmeesters. Dit was het jaar van de Heksenprocessen van Salem. Statuut van Geheimhouding, sectie 13, stelt dat geen enkele magische activiteit opgemerkt mag worden door de niet-magische gemeenschap. Artikel 73 werd in 1750 toegevoegd aan het Statuut van Geheimhouding en stelt dat "Ieder magisch bestuurslichaam verantwoordelijk is voor de verberging van, de zorg voor en het toezicht op alle magische dieren, wezens en geesten die verblijven binnen de grenzen van het gebied waarover voornoemd lichaam zeggenschap heeft. Mocht een dergelijk wezen schade berokkenen aan de Dreuzelgemeenschap, of de aandacht van diezelfde Dreuzelgemeenschap trekken, dan zal het magisch bestuurslichaam in kwestie bestraft worden door het Internationaal Overlegorgaan van Heksenmeesters."
Het statuut is aangenomen omdat de magische wereld en de dreuzelwereld niet samen kunnen leven. Dit blijkt van beide kanten: zowel uit de heksenverbrandingen als uit de misdaden tegen de dreuzels.

## In de boeken
Voor Harry Potter en zijn vrienden is het statuut erg belangrijk voor de handhaving van hun wereld. In eerste instantie was Harry het niet geheel met het statuut eens, maar al door Rubeus Hagrid, de eerste magische persoon die hij ontmoette (waarvan hij wist dat hij ook uit de magische wereld kwam), werd hij overtuigd van de absolute noodzaak van het statuut. Duistere tovenaars en dan vooral Heer Voldemort zijn tegen het statuut. Voldemort wil door middel van magie heersen over de dreuzelgemeenschap. Dat Harry Potter het in eerste instantie niet met het statuut eens was, is niet vreemd, de meeste tovenaars hebben er in het begin moeite mee en sommigen later nog steeds. Zelfs een zeer wijze tovenaar als Albus Perkamentus was een tijd tegen het statuut en wilde de dreuzelwereld de magische wereld laten kennen, samen met de (later) duistere tovenaar Gellert Grindelwald.
Tijdens de overheersing van Voldemort, tijdens de Tweede Tovenaarsoorlog, wordt geen aandacht besteed aan het statuut. Er wordt niet letterlijk bekendgemaakt aan de dreuzels dat de tovenaars bestaan, maar het is niet verboden om schade te berokkenen aan de dreuzelgemeenschap, het ministerie deed er zelf aan mee. Na de val van Voldemort worden de wetten weer in ere hersteld.